# Костенковці
Ко́стенковці (болг. Костенковци) — село в Габровській області Болгарії. Входить до складу общини Габрово.

## Населення
За даними перепису населення 2011 року у селі проживали 26 осіб, з них 25 осіб (96,2%) — болгари.
Розподіл населення за віком у 2011 році:
Динаміка населення: